# سندا (کالیفرنیا)
سندا (به انگلیسی: Ceneda) یک منطقهٔ مسکونی در ایالات متحده آمریکا است که در شهرستان کرن، کالیفرنیا واقع شده‌است. سندا ۵۹۳ متر بالاتر از سطح دریا واقع شده‌است.